# Mixolydisch
De mixolydische toonladder is een van de zeven hoofdkerktoonsoorten of modi zoals die in de westerse muziek worden gebruikt. Deze toonladder kan worden verkregen door op een piano vanaf de G een octaaf omhoog te spelen op de witte toetsen tot de eerstvolgende G.
G 1 A 1 B ½ C 1 D 1 E ½ F 1 G
De mixolydische toonladder is een majeur toonladder, net als het Ionisch en Lydisch. Kenmerkend voor deze toonladder is de verlaagde septiem.
Mixolydisch is een authentieke kerktoonsoort zoals deze in de middeleeuwen en met name in het gregoriaans gebruikt werden. Er bestond in die dagen ook een plagale versie, hypomixolydisch, die een kwart lager begon en eindigde.

## Voorbeelden van mixolydische toonladders
G mixolydisch
C mixolydisch
Ionisch ·
Dorisch · 
Frygisch ·
Lydisch ·
Mixolydisch ·
Eolisch ·
Locrisch